# 訃報 1994年3月
訃報 1994年3月（ふほう 1994ねん3がつ）では、1994年（平成6年）3月中に物故した、又は物故が報じられた人物についてまとめる。

## （1日 - 15日）

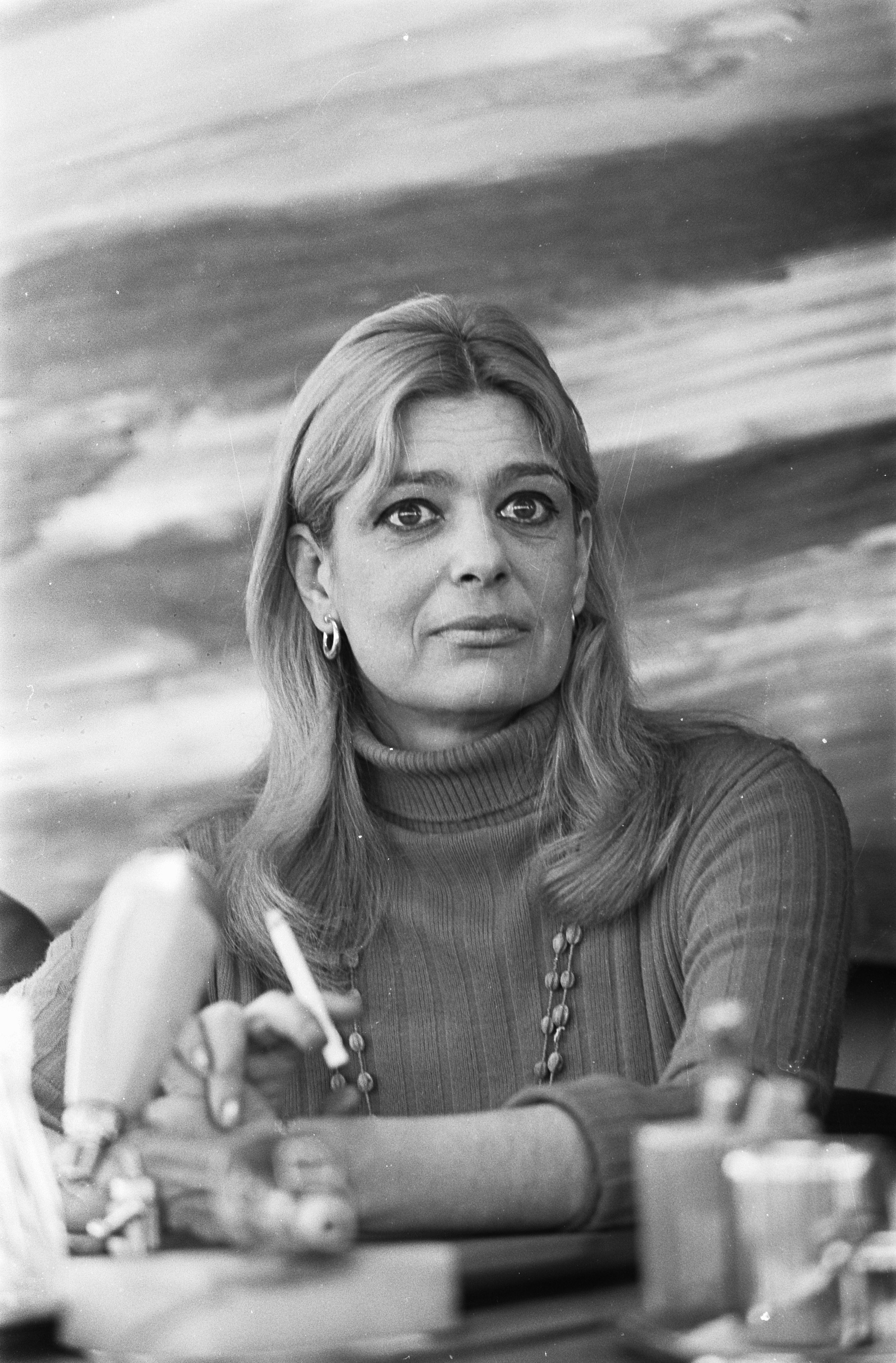
メリナ・メルクーリ / 3月6日没

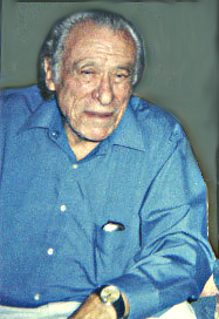
チャールズ・ブコウスキー / 3月9日没

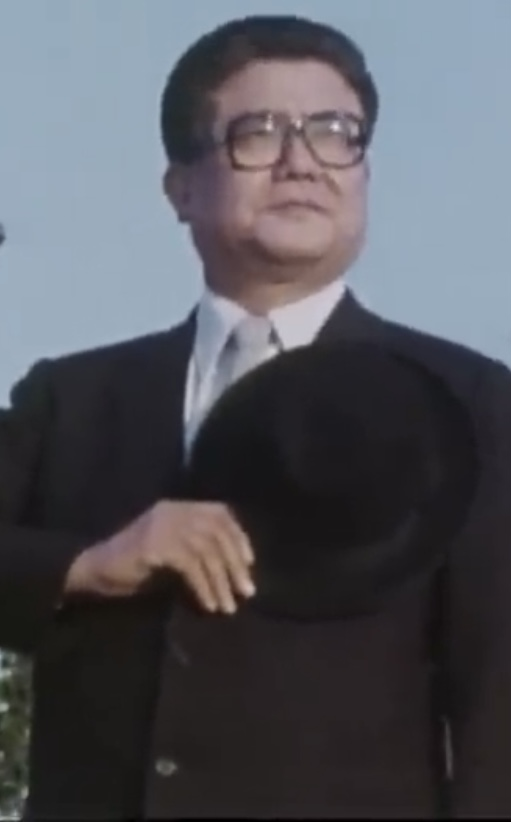
山下元利 / 3月14日没

- 3月6日 - 勝木保次、生理学者 (* 1905年)
- 3月6日 - メリナ・メルクーリ、女優、政治家 (* 1920年)
- 3月7日 - 石川滋彦、洋画家 (* 1909年)
- 3月9日 - チャールズ・ブコウスキー、詩人・作家（* 1920年）
- 3月11日 - 高品格、俳優 (* 1919年)
- 3月14日 - 田畑忍、憲法学者 (* 1902年)
- 3月14日 - 山下元利、政治家（* 1921年）

## （16日 - 31日）

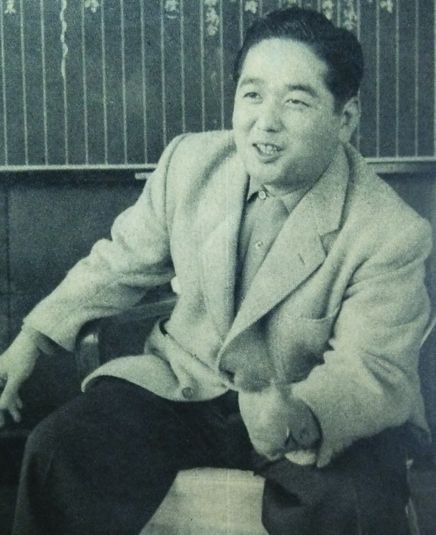
青木一三 / 3月17日没

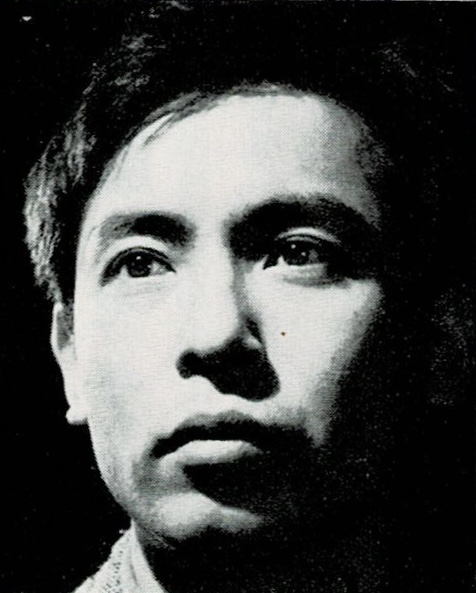
菅貫太郎 / 3月22日没

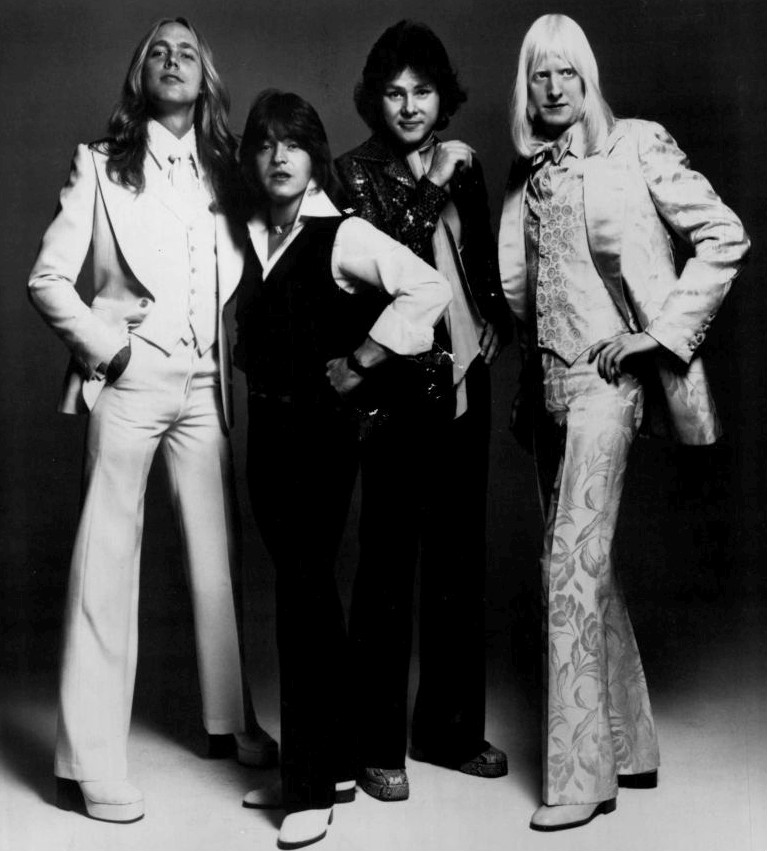
ダン・ハートマン（右から2人目） / 3月22日没

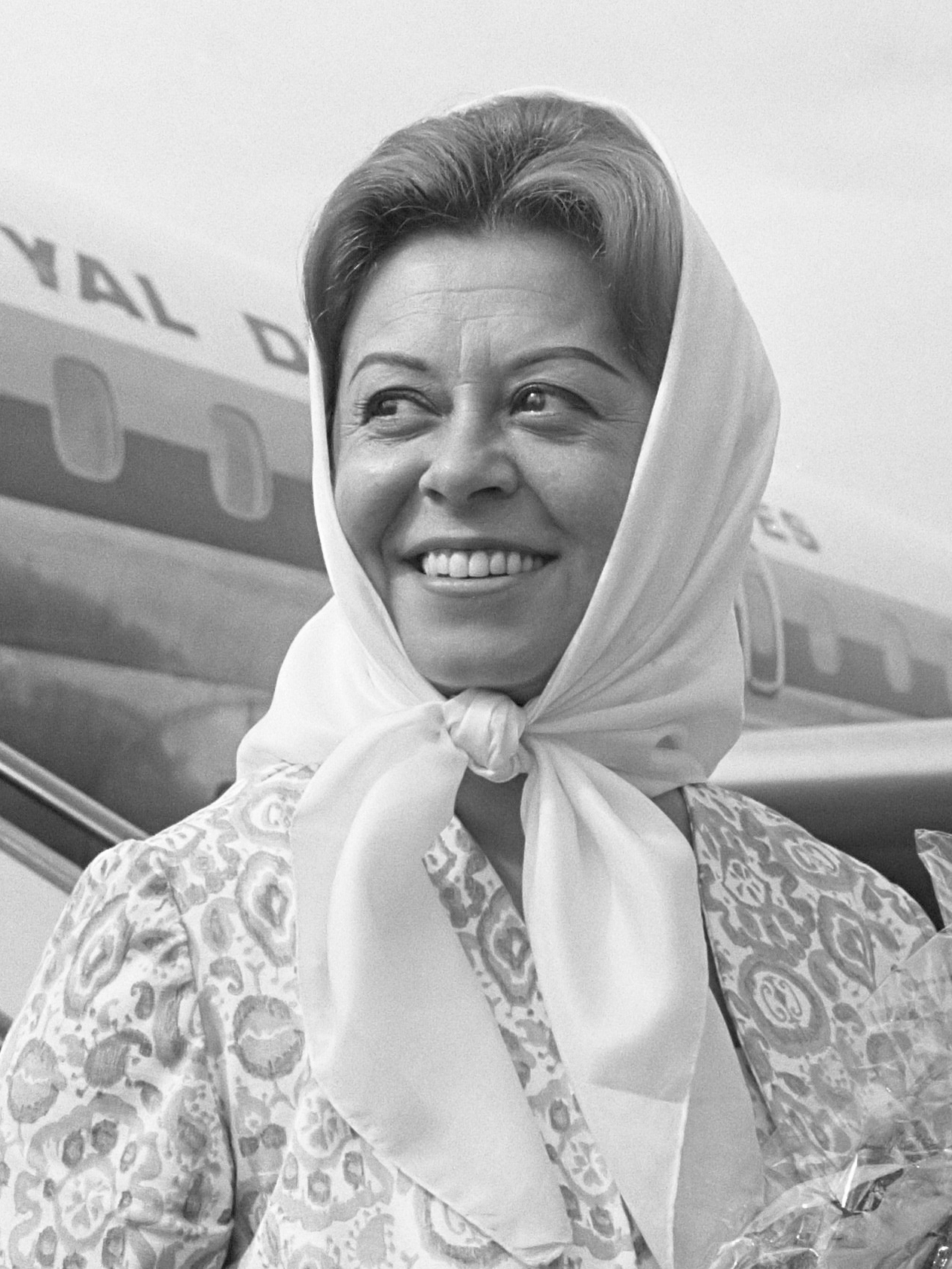
ジュリエッタ・マシーナ / 3月23日没

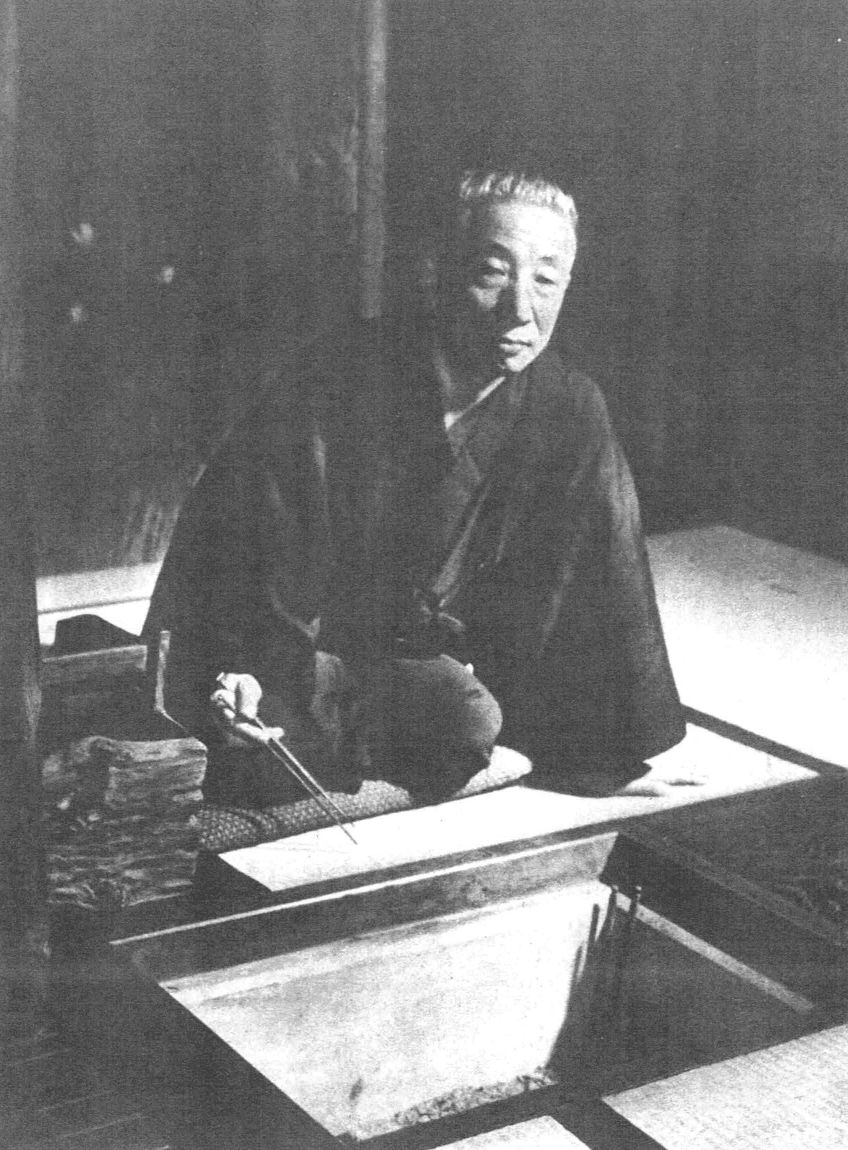
小島政二郎 / 3月24日没

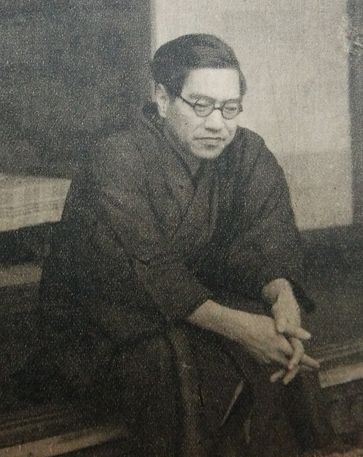
山口誓子 / 3月26日没

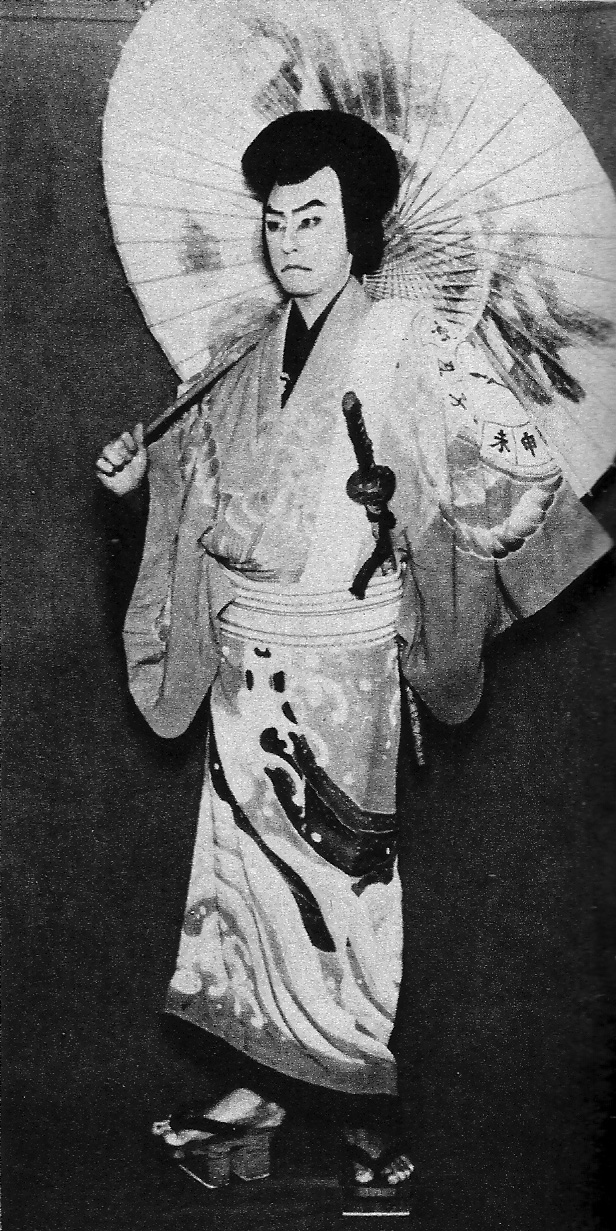
十三代目片岡仁左衛門 / 3月26日没

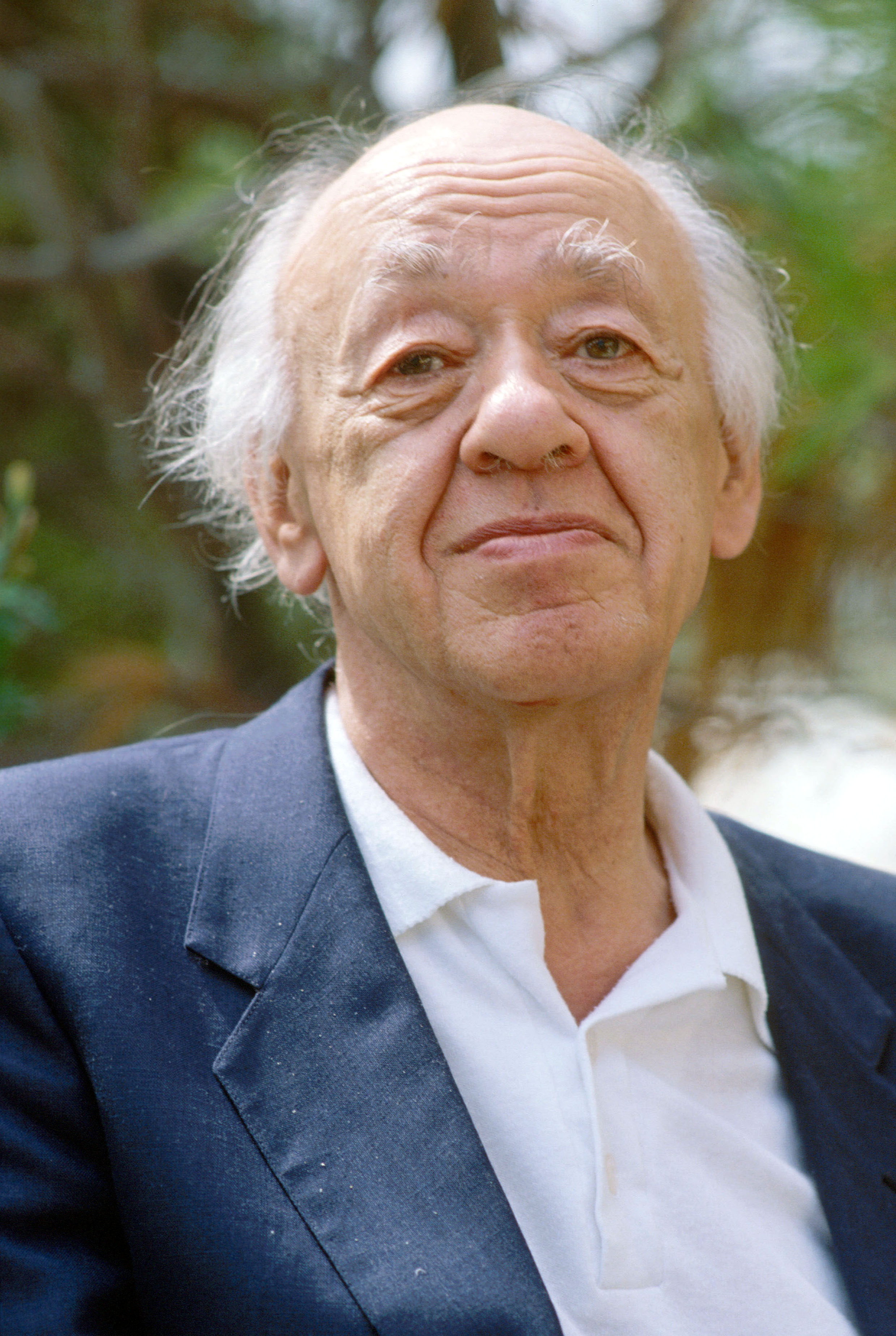
ウジェーヌ・イヨネスコ / 3月28日没

- 3月17日 - 青木一三、元野球選手・スカウト（* 1926年）
- 3月17日 - 安井かずみ、作詞家、エッセイスト (* 1939年)
- 3月21日 - 宮原秀明、元プロ野球選手（* 1942年）
- 3月22日 - 胡桃沢耕史、作家 (* 1925年)
- 3月22日 - 菅貫太郎、俳優（* 1934年）
- 3月22日 - ダン・ハートマン、アメリカ合衆国の歌手、シンガーソングライター、音楽プロデューサー（* 1950年）
- 3月23日 - ジュリエッタ・マシーナ、女優 (* 1921年)
- 3月24日 - 小島政二郎、小説家、俳人 (* 1894年)
- 3月25日 - 佐瀬勇次、将棋棋士 (* 1919年)
- 3月26日 - 山口誓子、俳人 (* 1901年)
- 3月26日 - 十三代目片岡仁左衛門、歌舞伎俳優（* 1903年）
- 3月27日 - 川合幸三、元プロ野球選手（* 1927年）
- 3月28日 - ウジェーヌ・イヨネスコ、劇作家（* 1909年）
- 3月29日 - 香川登志緒、喜劇作家、漫才作家（* 1924年）